# Глибинний шлях
«Глибинний шлях» — науково-фантастичний роман українського письменника Миколи Трублаїні, який був написаний напередодні Другої світової війни. Роман був завершений у 1941 році та вперше виданий 1948 року для читачів середнього шкільного віку. 

## Сюжет
Оповідач, Олекса Кайдаш, отримує запрошення від редактора науково-технічного журналу «Зоря» Антона Черняка стати співробітником журналу. Він повинен написати нарис про зустріч із льотчиком Станіславом Шелемехою та знайомиться з декількома інженерами, зокрема професором Довгалюком. Вночі квартиру льотчика хтось намагається обікрасти, але злодій тікає. Олекса знайомиться з сестрою Станіслава, Лідією. На наступній зустрічі ж інженерами Олекса довідується, що вони внаправду сприйняли надіслану в журнал ідею школяра Тараса Чутя про побудову підземного тунелю між Москвою та Далеким Сходом. Він пролягатиме по хорді крізь планету, завдяки чому потяги в ньому розганятимуться тяжінням самої Землі. Інженери дискутують щодо здійсненності проєкту, та все ж погоджуються, що користь від нього переважить витрати.
Несподівано Тарас Чуть зникає — невідомий викинув його з поїзда. Хлопець потрапляє до лікарні та сумнівається чи були його розрахунки правильними. Потім з поштового літака зникають двоє фахівців, палеонтолог Черепашкін і Виноградов. Потім Черепашкіна затримують, але він стверджує, що його підставили, видаючи за Виноградова. Тим часом будівництво тунелю опиняється під загрозою, його затоплюють підземні води. Підозри  у шкідництві падають на Ярослава, коханого Ліди, що загострює її хворобу серця. Черепашкіна ставлять комендантом нововідкритої печери, де планують облаштувати підземний сад.
Будівництво тунелю відбувається двома командами з обох кінців. Вони зустрічаються посередині, завершивши тунель завдовжки 8 тис. км., з якого відкачують повітря для усунення тертя. Завдяки свідченням Догадова Черепашкіна викривають, це виявляється закордонний диверсант, і саме він відповідальний за попередні таємничі випадки. Він робив це на замовлення держав, які планують війну проти Радянського Союзу. Отож, підозри з Ярослава спадають, а Ліді роблять успішну операцію на серці. Проте війні не вдається запобігти.
Вороги наступають одночасно з Заходу та Сходу. Олекса отримує завдання зробити репортаж про воєнне значення тунелю. В цей час стається розгерметизація з причини останньої диверсії Черепашкіна, відбувається підземний ураган. Коли його затримують, стає зрозуміло, що Черепашкін і Догадов — та сама людина. Під натиском ворогів Радянський Союз використовує землерийні машини, застосовані при будівництві тунелю, щоб завдати контратаки з-під землі.
Нетривала війна завершується перемогою Радянського Союзу. Підземний тунель вирішують розширити, поєднавши Європу, Азію та Африку. Олекса відвідує Ярослава в санаторії, де той лікується від бойового поранення. Олекса радіє тому, що війна скінчилася, він знайшов відповіді на таємниці і познайомився зі справжніми друзями.